# Baath-Partei
Die Baath-Partei (französisch Parti Baas arabe socialiste; vollständiger Name hizb al-baʿth al-ʿarabī al-ischtirākī / حزب البعث العربي الإشتراكي / ḥizb al-baʿṯ al-ʿarabī al-ištirākī / ‚Arabische Sozialistische Partei der Wiedererweckung‘, aus arab. Baʿth / بعث / baʿṯ / ‚Wiedergeburt, Auferstehung, Erneuerung, Erweckung‘) ist eine politische Partei, die mit Ablegern in zahlreichen arabischen Ländern aktiv ist.
Die Ideologie des Baathismus verbindet nationalistischen Panarabismus und revolutionären Säkularismus mit den Elementen eines arabischen Sozialismus. Der Baathismus ist auch die Ideologie der so genannten Neo-Baath-Partei, einem Ableger der Baath-Partei in Syrien. Im Laufe der Zeit bildeten sich eine syrische und eine irakische Partei heraus, die sich untereinander befehdeten. Der Baathismus war im Irak für 35 Jahre (1963/1968–2003) und in Syrien für 61 Jahre (1963–2024) die vorherrschende Staatsideologie.
Derzeit (Stand 2025) gibt es keine einzige Regierung mehr, die sich auf den Baathismus beruft.

## Entstehung
Die Partei wurde 1940 von dem aus einer griechisch-orthodoxen christlichen Familie stammenden Syrer Michel Aflaq und dem sunnitischen Muslim Salah ad-Din al-Bitar in Damaskus gegründet. Über das Gründungsdatum gibt es unterschiedliche Auffassungen sowie konkurrierende irakische und syrische Versionen. Offenbar gab es bereits von Anfang an zwei Strömungen. Nach 1939 hatten sowohl der aus Alexandrette vertriebene Intellektuelle Zaki al-Arsuzi als auch die Damaszener Sorbonne-Absolventen Michel Aflaq und Salah ad-Din al-Bitar politische Klubs gegründet, 1940 erschien erstmals (fortan zunächst unregelmäßig) das Parteiblatt al-baʿth, ab 1944 arbeiteten beide Klubs zusammen. Der offizielle Vereinigungs- und Gründungstag der Partei der arabischen Wiedergeburt wird auf den 7. April 1947 datiert, und ab Juli 1947 erschien die Zeitung al-baʿth regelmäßig. Die überwiegend intellektuellen Anhänger vereinten zunächst kleinbürgerliche (nichtmarxistische, französische) Sozialismusvorstellungen und nationalistische Ideen (z. B. von Antun Sa'ada) anstelle religiöser Orientierungen. Das Verhältnis zwischen Baath und Kommunisten war von scharfen Auseinandersetzungen geprägt. Grund war, dass die Kommunisten keinerlei Verständnis für den arabischen Nationalismus zeigten. Die arabischen Sozialisten trugen den Kommunisten zudem nach, dass sie während des Zweiten Weltkriegs, als die arabischen Länder noch Kolonien Englands und Frankreichs waren, für die Anti-Hitler-Koalition demonstrierten – also auch für Charles de Gaulle.
Der Begriff Al-Baath (Wiedergeburt) wurde zu Beginn dem Begriff des Risorgimento aus den Schriften des italienischen Nationalisten Giuseppe Mazzini entlehnt.

## „Einheit, Freiheit, Sozialismus“

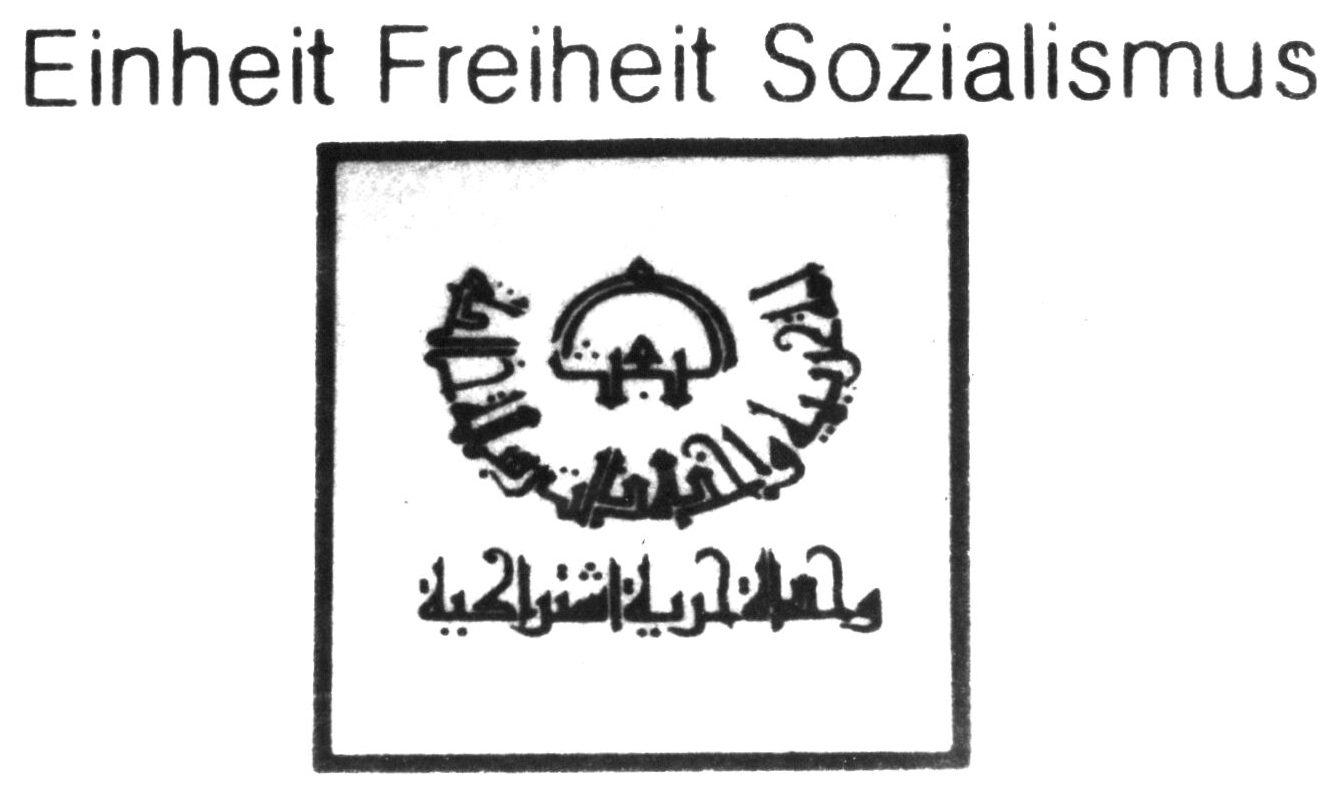
Das Motto „Einheit, Freiheit, Sozialismus“ auf einem vom irakischen Informationsministerium für Propaganda-Publikationen verwendeten Parteilogo

Entsprechend ihres nationalistisch-laizistischen Programms predigte die Baath-Partei Einheit (des arabischen Vaterlandes), Freiheit (und Unabhängigkeit von den Kolonialmächten) und (einen arabischen) Sozialismus der „Dritten Art“. Aufgrund des ersten Punktes war die Baath-Partei eine treibende Kraft für die Vereinigung Syriens mit Ägypten zur Vereinigten Arabischen Republik (1958–1961) und deren Neuauflage von 1963, die beiden letzteren Ziele führten sowohl zur Übernahme westlicher Lebensvorstellungen als auch aus dem Ostblock stammender Auffassungen von einer modernen sozialistischen Gesellschaft.
Nach Auffassung des im Irak geborenen US-Amerikaners Adeed Dawisha nahm in der Ideologie der Partei Gewalt und Zwang als legitimes Mittel der Politik einen festen Platz ein. So rechtfertigte der Parteigründer Michel Aflaq diese politische Praxis in einer schriftlichen Veröffentlichung seiner Reden 1963: „Wenn wir grausam zu anderen sind, wissen wir, dass unsere Grausamkeit nur dazu dient, sie zu ihrem wahren Selbst, von dem sie entfremdet sind, zurückzubringen.“ Dem US-amerikanischen Autor Paul Salem zufolge habe der Freiheitsbegriff Aflaqs nicht das Individuum als Träger von Freiheitsrechten bezeichnet, sondern die Freiheit, welche die Mitglieder eines von der Partei geleiteten Kollektivs in einer sozialistischen Gesellschaft erfahren würden.
In gewisser Weise war Baathismus zunächst auch im Gegensatz zur Sunna entstanden. Nachdem der überwiegend sunnitische Panislamismus damit gescheitert war, den Kolonialismus zu verhindern, trat der Panarabismus mit ähnlicher Motivation an seine Stelle. Statt religiöser Einheit aller (sunnitischen) Muslime über nationale Grenzen hinweg, fordert der Baathismus nationale Einheit aller Araber über religiöse Grenzen hinweg; einschließlich schiitischen, christlichen Arabern usw., und mit keinerlei Beteiligung von Türken und Persern. Die Baath-Ideologie ist daher im Grundsatz säkularistisch und deutet den Islam zu einer Religion der Araber um. Jene definiert sie in ihrer Doktrin nach
„Art. 10: Araber ist, dessen Sprache Arabisch ist und der auf arabischem Boden lebt oder auf ihm zu leben erstrebt und an seine Verbindung mit der arabischen Nation glaubt.“

## Organisationsprinzipien
Die Baathpartei war nach dem von den Bolschewiki entlehnten Prinzip des Demokratischen Zentralismus streng hierarchisch organisiert.  Als kleinste Einheit fungiert die Parteizelle. Höchstes Gremium ist das Nationalkommando welches den Anspruch hat, für die gesamte arabische Welt zu sprechen. Für die verschiedenen Länder wurden eigene Regionalkommandos geschaffen. Nach Darstellung israelischer Historiker war die Mitgliedschaft in der Partei im Irak ein soziales Privileg, das erst nach einer mehrjährigen Anwärterschaft zugestanden wurde und Loyalität voraussetzte. Für eine Karriere im Militär, der Bürokratie oder auch den Gewerkschaften war eine Parteimitgliedschaft unerlässlich. Außerdem wurden Nicht-Parteimitglieder bei der Zulassung zum Hochschulstudium benachteiligt. In Syrien kamen 1985 auf ein Vollmitglied rund 4 bis 5 registrierte Unterstützer, die für den Erwerb der Vollmitgliedschaft mehrere Jahre brauchten. Die Unterstützer wurden in ein dreigliedriges Rangsystem eingruppiert. Die Partei stieß in verschiedenen Intervallen ihr ungeeignet scheinende Vollmitglieder und Unterstützer wieder aus. Im Irak unter Saddam Hussein kamen auf rund 25.000 Vollmitglieder rund 1,5 Millionen Unterstützer. Die Partei versuchte die Gesellschaft durch ihre Unterorganisationen für Arbeit, Freizeit, Kultur und Bildung zu durchdringen. So bildeten in Syrien die Unterorganisationen der Partei ein ausgedehntes Netzwerk zur sozialen Kontrolle der Bevölkerung. Besonderes Augenmerk in ihrem – laut dem US-amerikanischen Historiker Ibrahim al-Marashi – totalitären Staatskonzept legte die Partei auf die Durchdringung und sogenannte Baathisierung der Streitkräfte um die politische Macht der Partei zu erhalten. Einerseits geschah dies durch direkte Überwachung als auch durch Bildung parteieigener, zu den regulären Streitkräften parallel existierender militärischer Strukturen.

## Parteigeschichte
Die Baath-Partei ist deshalb ein Beispiel für die Vermischung von nichtsunnitischen mit sozialistischen Anschauungen. Neben den Sunniten al-Bitar und Dschalal as-Sayyid zählten zwei Nichtsunniten zu ihren Vordenkern und Gründern: der orthodoxe Christ Michel Aflaq und der Alawit Zaki al-Arsuzi.

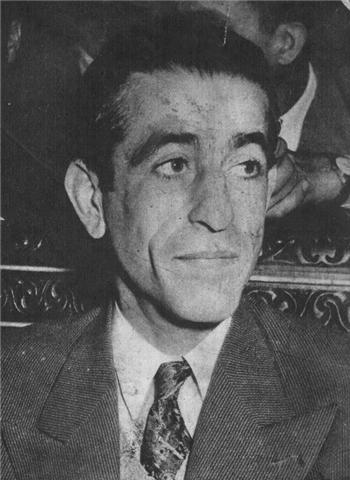
Akram al-Haurani
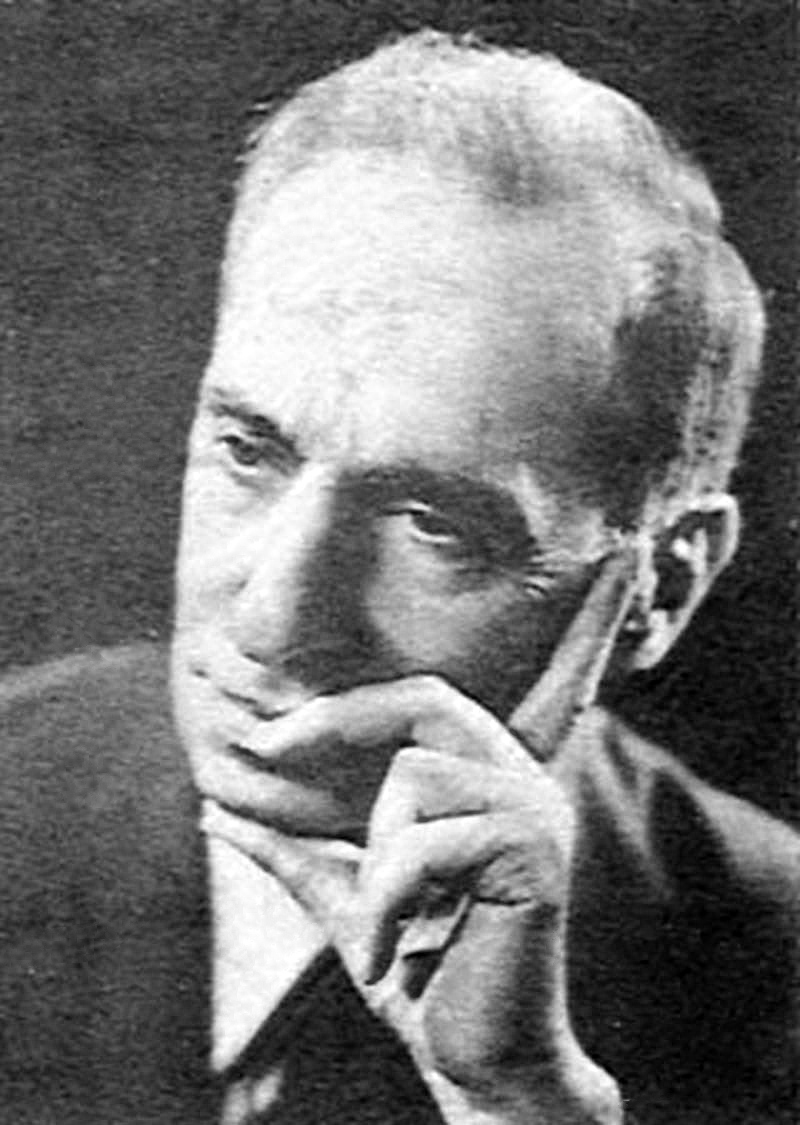
Michel Aflaq
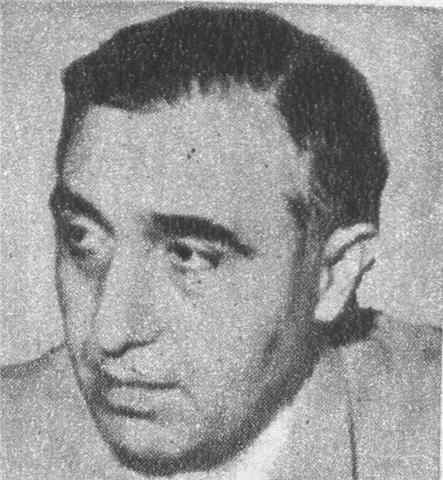
Salah ad-Din al-Bitar
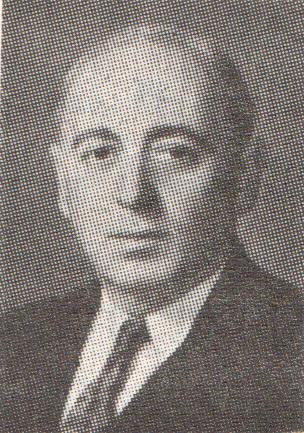
Zaki al-Arsuzi

### Vereinigung mit den Sozialisten 1953

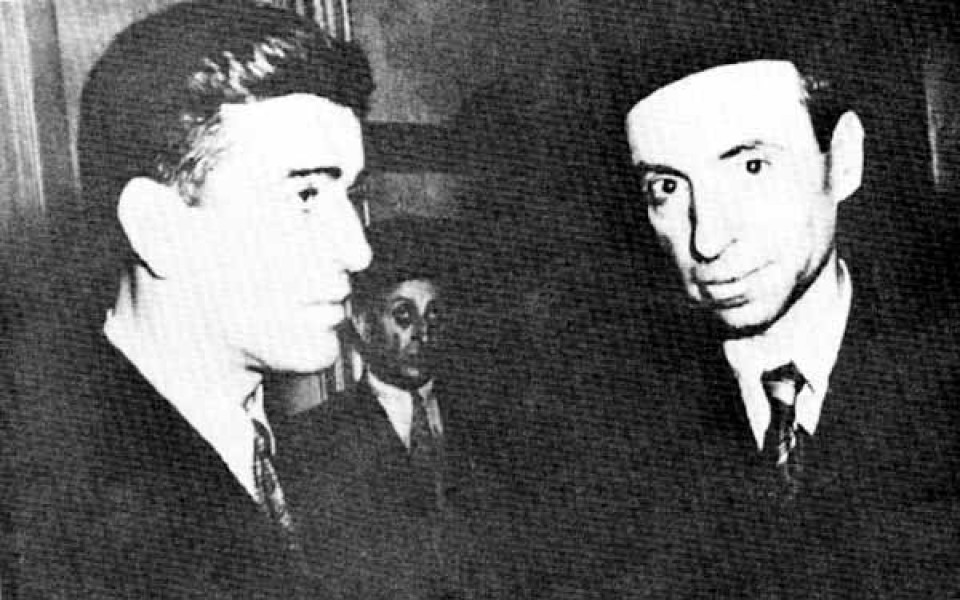
Akram al-Haurani (links) mit Michel Aflaq (1957)

Die syrische Version der Parteigeschichte berichtet im Jahr 1953 über die Vereinigung der Partei mit den Sozialisten. Die vom Westen übernommene irakische Version ignoriert al-Arsuzi und schreibt an seiner Stelle dem Sunniten Akram al-Haurani die führende dritte Rolle zu. Mit Hauranis „Arabischer Sozialistischer Partei“ hatte sich die Baath-Partei 1953 zur Sozialistischen Partei der Arabischen Wiedergeburt (Sozialistische Arabische Baath-Partei) zusammengeschlossen. Haurani wurde Parteivorsitzender, Aflaq Generalsekretär, und seit 1952 war auch im Irak eine Sektion der Baath-Partei unter dem Schiiten Fuad ar-Rikabi entstanden.
Gegen die Vereinigung, Kursänderung und Erweiterung protestierte allerdings al-Arsuzi und wendete sich ab vom Umfeld der Baath-Partei, was später ideologisch ausgeschlachtet werden sollte.

### Struktur
Mit der Gründung des irakischen Ablegers war eine irakische Regionalleitung der Partei entstanden, daneben existierte eine syrische Regionalleitung und weitere Regionalleitungen in jedem weiteren arabischen Land sowie eine übergeordnete gesamtarabische Nationalleitung, zunächst noch einheitlich. 1958 löste Gesamt-Generalsekretär Aflaq die Partei in Syrien als Bedingung für die Vereinigung mit Ägypten auf, Haurani wurde ägyptischer Vizepräsident, doch schon 1959 verließen Aflaq, Bitar und Haurani die Allianz mit Nasser und flohen in den Libanon.
Die irakische Baath-Partei unter Regional-Generalsekretär ar-Rikabi bestand aber weiter und beteiligte sich an der Revolution von 1958 und an Putschversuchen gegen Abd al-Karim Qasim 1959. Nach dem Scheitern dieser Putschversuche wurde ar-Rikabi aus der Partei ausgeschlossen und lief 1961 über zur pronasseristischen Splittergruppe um den ehemaligen Baath-Generalsekretär Jordaniens, Abdallah ar-Rimawi, über. Aflaq und das Nationalkommando beriefen daraufhin zunächst Hamdi Abd al-Madjid, einen entfernten Onkel Saddam Husseins, zum neuen Generalsekretär der irakischen Baath-Partei.

### Gemeinsame Machtergreifung 1963

Drei Sterne in der Flagge Syriens bis 1972 und der Flagge Iraks bis 1991/2008

Nach der Auflösung der Vereinigten Arabischen Republik kam es 1961 zur Neugründung in Syrien und zum Parteiausschluss al-Hauranis. Im Irak wurde anstelle al-Madschids der Schiit ʿAlī Sālih as-Saʿdī Regional-Generalsekretär.
Im Frühjahr 1963 ergriff die Baath-Partei im Irak mittels eines blutigen Putsches die Macht. Regierungschef Abd al-Karim Qasim wurde erschossen und seine Leiche im nationalen Fernsehen zur Schau gestellt. Der Putsch erfolgte in Abstimmung mit der CIA. Nach der erfolgreichen Machtübernahme erfolgte eine Repressionswelle mit Massenhinrichtungen wahrer und vermeintlicher Kommunisten in Zusammenarbeit mit dem US-Nachrichtendienst. Die neue Regierung firmierte unter der Präsidentschaft des Nichtbaathisten Abd as-Salam Arif. Im Hintergrund waren jedoch Schlüsselpositionen mit Baathisten besetzt. Ahmad Hasan al-Bakr wurde Premierminister und ʿAlī Sālih as-Saʿdī Innenminister. Der zuvor im Untergrund geschaffene Revolutionäre Kommandorat der Partei wurde das eigentliche Machtzentrum des Landes.
Im selben Jahr übernahm der syrische Flügel der Partei in der Revolution des 8. März die Macht, al-Bitar wurde Premier des Landes. Sowohl in Syrien als auch im Irak hatten die Baathisten zunächst ein Bündnis mit Nasseristen bilden müssen. Bald jedoch kam es zu Machtkämpfen zwischen den Bündnispartnern.
Die im April 1963 beschlossene Vereinigung beider Staaten mit Ägypten kam jedoch nicht zustande. Lediglich die drei Sterne in der irakischen Flagge (zwischenzeitlich auch in der syrischen Flagge) erinnerten noch an das Vorhaben.

## Abspaltungen und Spaltung
Bereits vor dem bekannteren Schisma von 1966 hatte die Baath-Partei mehrere Abspaltungen bzw. Parteispaltungen durchlaufen
- Die „Rimawi-Gruppe“ hatte sich 1960 anstelle des von Syrien nach Libanon emigrierten „aflaqistischen“ Nationalkommandos zum rivalisierenden „Revolutionären Nationalkommando der Baath-Partei“ erklärt. Nach dem Zusammenbruch der Union mit Ägypten aber musste sich Rimawi 1961 nach Kairo zurückziehen.
- Da man Aflaq, Bitar und Haurani sowohl die Auflösung der Partei als auch den Zusammenbruch der Union vorwarf, verließen sowohl die Anhänger Hauranis als auch die eifrigsten Anhänger der Union 1961 die Baath-Partei. Der ausgeschlossene Haurani gründete seine ehemalige „Arabische Sozialistische Partei“ als Arabische Sozialistische Bewegung neu, der Unionist Jamal al-Soufi die Bewegung der Einheitssozialisten (Socialist Unionist Movement). Beide Bewegungen spalteten sich in weitere Parteien auf.
- Statt der Einheit forcierte as-Saʿdī beim Nationalkongress der Baath-Partei in Damaskus im Oktober 1963 mit Hilfe des syrischen Linksbaathisten Yasin al-Hafiz die Abwahl Aflaqs und Bitars. As-Saʿdī Versuch, im November 1963 durch einen außerordentlichen Regionalkongress in Bagdad auch irakische Rivalen aus der Partei auszuschließen, mündete in einem die Baath-Regierung stürzenden Putsch und endete mit dem Ausschluss as-Saʿdīs, Yasin al-Hafiz’ und Abd al-Madjids sowie dem vorübergehenden Machtverlust der Baath-Partei im Irak. Abd al-Madjid und Yasin al-Hafiz gründeten daraufhin die „Revolutionäre Arbeiterpartei“, und auch as-Saʿdī gründete eine eigene Splitterpartei, beide Parteien versanken jedoch rasch in der Bedeutungslosigkeit.
- Nach dem Auseinanderbrechen der erneuten baathistisch-nasseristischen Allianz von 1963 verließ auch der Chefideologe der syrischen Baathisten, Dschamal al-Atassi, die Partei und schlug sich auf Nassers Seite. Zusammen mit anderen antibaathistischen Splittergruppen gründete er 1964 die Arabische Sozialistische Union in Syrien. Von den Einheitssozialisten hingegen kehrte Sami al-Jundi 1963 zur Baath-Partei zurück und wurde Atassis Nachfolger als Chefideologe.

### Februarrevolution in Syrien

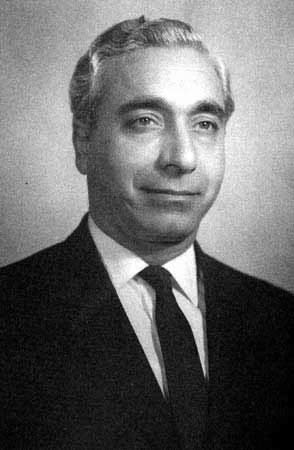
Amin al-Hafiz
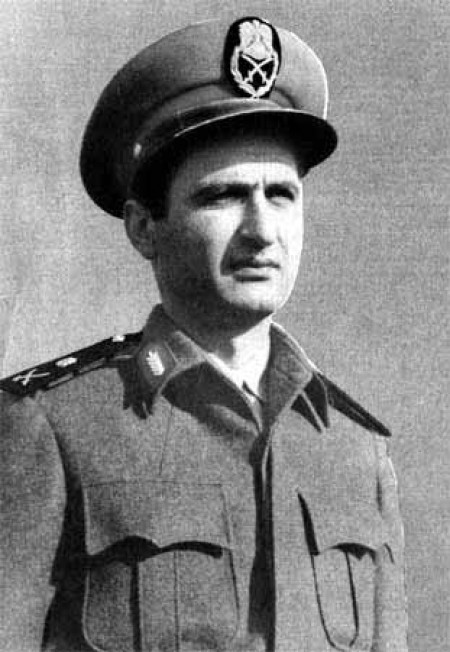
Salah Dschadid
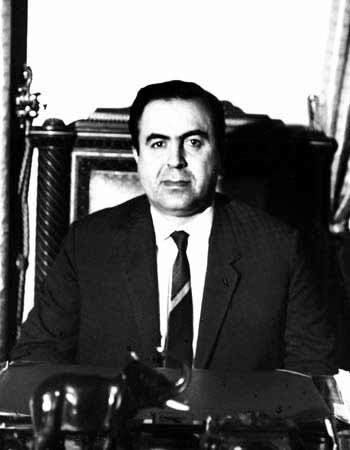
Nureddin al-Atassi

Im Februar 1966 wurden Syriens Ministerpräsident al-Bitar und Präsident Amin al-Hafiz gestürzt durch alawitische und drusische Rivalen innerhalb der syrischen Baath-Partei (Salah Dschadid). Diese schlossen im März die Gründer al-Bitar und Aflaq aus und bildeten in Damaskus sowohl eine neue Regionalleitung als auch einseitig eine neue gesamtarabische Nationalleitung unter Nureddin al-Atassi. Die irakische Regionalleitung (seit 1964 unter al-Bakr) erkannte die neue Nationalleitung in Damaskus nicht an.
Beide Regionalparteien bekämpften einander fortan als „Abweichler“ und „Regionalisten“, was die Niederlage der Syrer im Sechstagekrieg trotz irakischer Waffenhilfe wesentlich mitverursachte. Das syrische Baath-Regime hatte Elitetruppen von der Front nach Damaskus abgezogen, um irakische Verstärkungen an einem Putsch zugunsten der gestürzten Baath-Fraktion zu hindern, während die Israelis in die Frontlücke nachstießen.

### Juli-Revolution im Irak und November-Revolution in Syrien

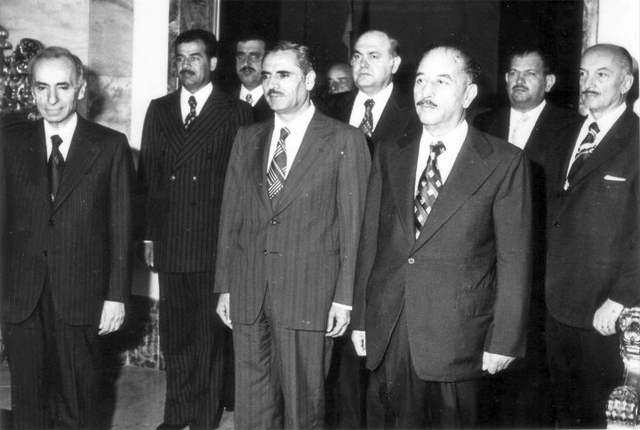
Nationalleitung in Bagdad: Michel Aflaq, Saddam Hussein, Shibli al-Aysami, Hasan al-Bakr (von links nach rechts)

Im Juli 1968 kam durch Militärputsch im Irak wieder al-Bakr an die Macht, während im November 1970 in Damaskus alawitische Baath-Offiziere unter Hafiz al-Assad ihre drusischen und sunnitischen Waffenbrüder verdrängten („Korrekturbewegung“). Trotz gemeinsamen Kampfes syrischer und irakischer Truppen im Jom-Kippur-Krieg 1973 bildete al-Bakr neben seiner Regionalleitung 1974 in Bagdad eine rivalisierende Nationalleitung der Baath-Partei. Der alte Parteigründer Aflaq wurde Gesamt-Generalsekretär und zunächst Shibli al-Aysami, dann al-Bakr (1979–1989 Saddam Hussein) sein Stellvertreter. Nach Aflaqs Tod wurde Saddam Hussein 1989 Generalsekretär, Aflaqs langjähriger Mitarbeiter Elias Farah übernahm die ideologische Ausrichtung der Partei auf einen Personenkult um Saddam Hussein.
Im Gegensatz zu Aflaqs Nationalleitung wird die 1966 gebildete Nationalleitung in Damaskus deshalb auch als Neo-Baath-Partei bezeichnet.

### Weitere Abspaltungen

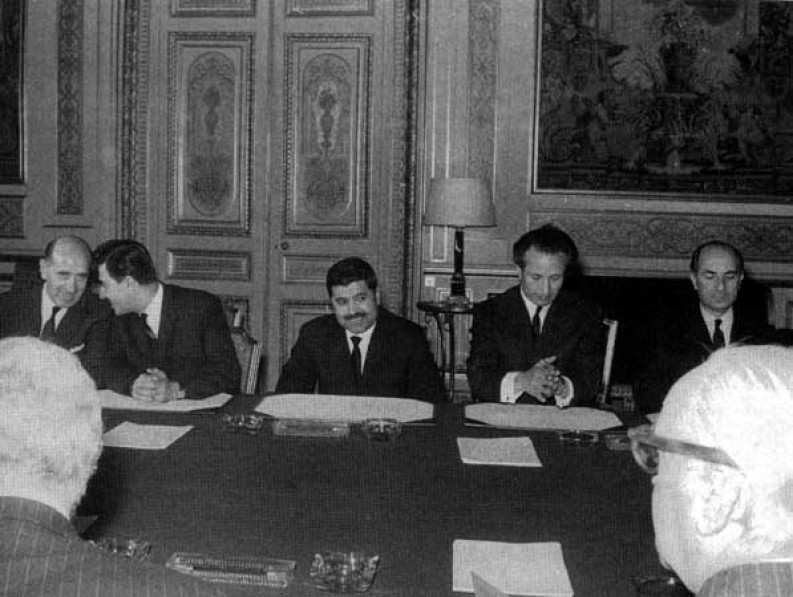
Syriens Ex-Baath-Chefideologe al-Jundi (2.v.l.), Premier Zuayyen und Außenminister Makhous (2.v.r.) 1967 in Paris

Durch die baath-internen Richtungskämpfe bzw. die Regierungswechsel von 1966 und 1970 in Syrien kam es zu weiteren Abspaltungen.
- Die 1966 von Dschadid und al-Atassi gestürzten „Altbaathisten“ unter dem in den Irak geflohenen syrischen Ex-Präsidenten Amin al-Hafiz und Ex-Generalsekretär al-Aysami bildeten im irakischen Exil (und mit Unterstützung der irakischen Baath-Partei) ein rivalisierenden syrisches Regionalkommando, unterstützten 1982 den Aufstand der Moslembrüder in Hama und bildeten zusammen mit gemäßigten Muslimbrüdern bzw. liberalen Islamisten, einer kommunistischen Splittergruppe um Riad al-Turk, den Sozialisten um Hawrami und syrischen Nasseristen eine Nationale Front zur Befreiung Syriens.
- Nach dem Sturz Dschadids und al-Atassis 1970 spalteten sich deren „linke“ Anhänger als Arabische Sozialistische Demokratische Baath-Partei ab und schlossen sich 1980 der demokratischen Oppositionsbewegung an. Da Dschadid, al-Atassi und Zuayyin inhaftiert waren, wurde Ex-Vizepremier bzw. Ex-Außenminister Ibrahim Makhous Vorsitzender der ASDBP.
- Nach 1973 wiederum bildeten irakische Baathisten im syrischen Exil (und mit Unterstützung der syrischen Baath-Partei) ein rivalisierendes irakisches Regionalkommando unter Abd al-Jabbar al-Kubaisi und verbündete sich mit irakischen Kommunisten und Kurden.
- Salah Umar al-Ali, 1969–1970 Mitglied des irakischen Baath-Regionalkommandos, gründete 1982 im Londoner Exil eine anti-irakische Oppositions-Allianz mit verschiedenen nichtbaathistischen Splittergruppen.

## Unterschiede

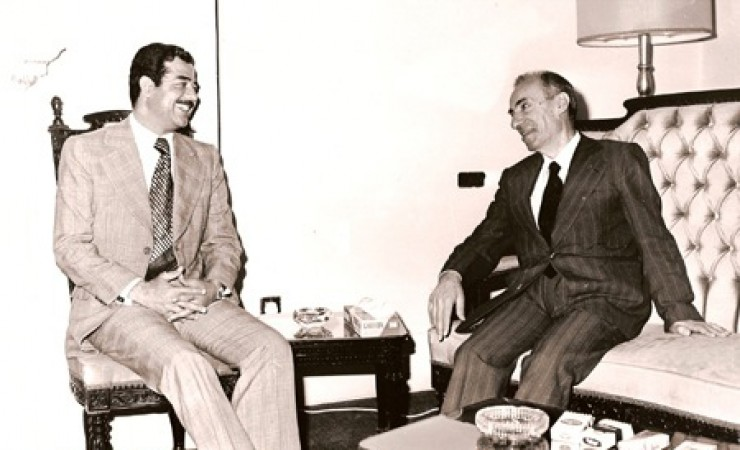
Baath-Gründer Aflaq (rechts) stellte sich nach 1974 endgültig auf die Seite der irakischen Parteiführer

Fortan bemühten sich sowohl syrische als auch irakische Baathisten um eine ideologische Rechtfertigung ihrer Position und ihres Führungsanspruchs. Die wiederholte Selbstbezeichnung bzw. Geißelung des jeweils anderen Flügels als links oder rechts, altbaathistisch oder neobaathistisch, zivil oder militärisch, regionalistisch oder nationalistisch, sunnitisch oder alawitisch, radikal oder pragmatisch usw. hilft jedoch nur bedingt, die Spaltung umfassend einzuordnen.

### Links oder rechts
Beide Seiten beschuldigten sich sowohl als „linke“ als auch als „rechte“ Abweichler sowie des Verrats am Ziel der arabischen Einheit. Bereits as-Saʿdī hatte seine irakische Gruppe als revolutionäre „Linke“ (Marxisten) sowie Aflaq und Bitar als „Rechte“ bezeichnet, auch die syrischen Neo-Baathisten von 1966 wurden daher als radikale „Linke“ angesehen.
Diese Kategorisierungen aber scheinen sinnlos. Denn es war doch gerade as-Saʿdīs Parteimiliz, die die kommunistische (marxistische) „Linke“ Iraks vernichtete, während der „rechte“ al-Bakr ab 1974 die irakische Baath-Partei in eine „linke“ Koalition (Nationale Progressive Front) mit Kommunisten und sunnitischen Kurden führte.
Auch in Syrien, wo Hafiz al-Assad 1970 die „Linken“ wieder entmachtete, schloss die Neo-Baath-Partei eine ähnliche Koalitionsfront mit Kommunisten, Nasseristen und den 1961 abgespaltenen, linken Ex-Baathisten. Die entmachteten „Linken“ bezeichneten sich daraufhin als „Demokraten“. In Irak hingegen wurde Saddam Hussein ursprünglich zum „linken“ Baath-Flügel gerechnet, obwohl unter ihm die Zusammenarbeit mit den Kommunisten beendet wurde und Irak die Sowjetunion für ihren Einmarsch in Afghanistan verurteilte.
Sozialismus definierte Saddam Hussein so:

„Die allgemeine soziale Orientierung in der Betrachtungsweise unserer Partei und der großartigen Juli-Revolution (von 1968) ist die Beseitigung jeder Form, jeder Politik oder jeder Maßnahme, welche zur Schaffung von Reichtum führen kann, der Druck auszuüben vermag auf das Volk, auf das Leben der Menschen, auf ihre Freiheit und der die Rolle der Menschen im Leben bestimmt.“

„Sozialismus heisst nicht die gleichmäßige Verteilung des Wohlstands zwischen den Wohlhabenden und den Armen, dies wäre zu unflexibel. Sozialismus ist vielmehr ein Mittel zur Steigerung der Produktivität.“

### Nationalistisch oder regionalistisch

Logo der Baath-Partei, wie es lange Zeit von ihrem syrischen Ableger verwendet wurde (inzwischen ersetzt eine Fackel die Baath-Fahne)

Ein weiterer Vorwurf ist die gegenseitige Diffamierung, die jeweils andere Seite habe den Panarabismus und den Kampf für die palästinensische Sache aufgegeben, Syrien neige seit Antun Sa'ada nur zu Großsyrien, Irak seit Abd al-Karim Qasim zum irakischen Arabismus (Regionalpatriotismus).

„Der Hauptunterschied zwischen dem Bathismus in Syrien und Irak vor der Spaltung der Partei im Jahre 1966 bestand darin, dass die Bewegung in Syrien, der Heimat des Arabismus, tiefe Wurzeln hatte. Diese Tradition war jedoch im Irak sehr viel weniger ausgeprägt.“

Tatsächlich aber hatte die irakische Baath-Partei 1963 Abd as-Sallam Arif gegen Kassim zur Macht verholfen, und die syrische Baath-Partei wiederum unternahm 1970–80 im Rahmen des arabischen Einheitsstrebens mehrere Wiedervereinigungsanläufe mit Ägypten und Libyen. Im innerpalästinensischen Machtkampf unterstützten beide Parteien rivalisierende Fraktionen, Irak die Verbündeten Jassir Arafats, Syrien dessen Gegner.

### Alawitisch oder sunnitisch

Iraks Führer Saddam Hussein und Hasan al-Bakr entstammten der sunnitischen Takriti-Fraktion, während in Syrien Assads alawitische Latakia-Fraktion dominierte

Um die Rivalität dennoch ideologisch zu begründen, beruft sich die Neo-Baath-Partei in Damaskus auf al-Arsuzi, der die Baath-Neuausrichtung unter Aflaq abgelehnt hatte, während die Baath-Partei in Bagdad sich als Bewahrer des „rechten“ Weges Aflaqs sehen wollte.
Während al-Arsuzi schon 1968 gestorben war und seitdem je nach Bedarf interpretiert werden kann, soll in Bagdad Aflaq vor seinem Tode 1989 noch zum sunnitischen Islam übergetreten sein. Darin ist zumindest einer der „echten“ Unterschiede zu finden. Während sich die irakische Baath-Partei seit ar-Rikabis Ersetzung vor allem aus dem Sunnitischen Dreieck rekrutierte und über eine schiitische Bevölkerungsmehrheit regierte, stammen die Führer der syrischen Baath-Partei seit 1970 fast nur noch aus der Region der Alawiten-Minderheit und beherrschen eine sunnitische Bevölkerungsmehrheit.

„Seit dem Sturz Qasims hat sich jede Gruppe, die an die Macht kam, auf die Rückendeckung durch die Region oder Familie verlassen. Eine wichtige Funktion der ‚Partei‘ im Irak und ähnlichen Staaten (z. B. Syrien) ist es, diese personalisierten politischen Systeme zu stützen und ihren tatsächlichen Herrschaftsmechanismus zu verschleiern.“

Für die sunnitischen Baathisten Iraks hätte also die 1978 beschlossene Aussöhnung mit ihren syrischen Genossen und geplante syrisch-irakische Vereinigung eine gewisse Verbreiterung ihrer Machtbasis gebracht, die alewitischen Baathisten Syriens wären hingegen zu einer noch kleineren Minderheit in einem größeren Staat geworden. Dennoch ließen nicht die syrischen Baathisten, sondern die irakischen Baathisten dieses Projekt 1979 platzen. Hauptgrund dafür war wiederum die syrische Weigerung, vor den Staatsapparaten zuerst die Parteiapparate wiederzuvereinen, was für die syrische Neo-Baath-Partei eine Aussöhnung mit Aflaq gefordert hätte. Der religiöse Unterschied spielt angesichts der weltlichen Ausrichtung der Baath-Partei ohnehin nur eine untergeordnete Rolle.

„Der harte Kern der Anhänger des syrischen Präsidenten Hafiz al-Assad sind Mitglieder seiner eigenen Gemeinde, der Alawiten, einer Minorität aus den Bergen hinter Latakia (Antiochia). Der Bathismus ist in der Tat flexibel genug, um von jeder Gruppierung im arabischen Mittleren Osten (ob ‚Mehrheit‘ oder ‚Minderheit‘) übernommen zu werden, weil er äußerst vage ist und weder einen analytischen Hintergrund noch klar definierte Ziele hat. Deshalb reichte und reicht gelegentlich auch heute noch die bloße Wiederholung frommer Sprüche, z. B. die Herstellung der ‚arabischen Einheit‘ aus, um den falschen Eindruck zu erwecken, als strebten Bath-Parteien oder Bath-Regime dieses Ziel ernsthaft an.“

### Militärisch oder zivil
Einen weiteren Unterschied macht das Verhältnis von Militär und Parteiapparat aus. Im Irak war nach 1965 mit dem Ausschluss as-Saʿdīs der „militärische“ Flügel der Baath-Partei entmachtet worden, mit der Amtsübergabe des Militärs al-Bakr an Saddam Hussein 1979 setzte sich endgültig der nichtmilitärische bzw. „zivile“ Flügel der Partei durch. Um das Militär aber zu kontrollieren und mit seiner Hilfe die Macht zu sichern, wurden die Streitkräfte mit Hilfe von Parteioffizieren (ähnlich den Politkommissaren des Ostblocks) „baathisiert“.

„An dieser Stelle sollte betont werden, dass der zivile Anstrich des Regimes, der dadurch zum Ausdruck kommt, dass im Revolutionären Kommandorat seit 1969 die Zivilisten zahlreicher vertreten waren als die Militärs, dadurch relativiert wird, dass die Zivilisten immer von einem Offizierscorps gestützt wurden, das mit der Zeit zunehmend ‚bathisiert‘ wurde, sodass die Unterscheidung zwischen ‚zivil‘ und ‚militärisch‘ wenig aussagekräftig ist.“

„Obwohl das Regime kein reines Militärregime ist wie in Ländern, in denen wenige Generäle die Macht übernehmen und anschließend pro forma eine Partei bilden, ist die Armee einer seiner Stützpfeiler. Deshalb ist es irreführend, das Regime eher als ‚zivil‘ denn als ‚militärisch‘ zu charakterisieren, da im Falle des Irak keine klare Trennungslinie zwischen beiden Bereichen gezogen werden kann.“

Im Falle Syriens ist das Gegenteil Realität. Die Baath-Partei ist dort spätestens seit 1970 nur noch verlängerter Arm einer kleinen Gruppe alawitischer Generäle, der zivile Parteiapparat den ausschließlich alawitischen Militärs unterstellt. Doch bereits zuvor hatten sich „linke“ bzw. „rechte“ Zivilisten immer wieder mit „linken“ bzw. „rechten“ Militärs zum Sturz der jeweils anderen Gruppe zusammengeschlossen.

## Ausbreitung

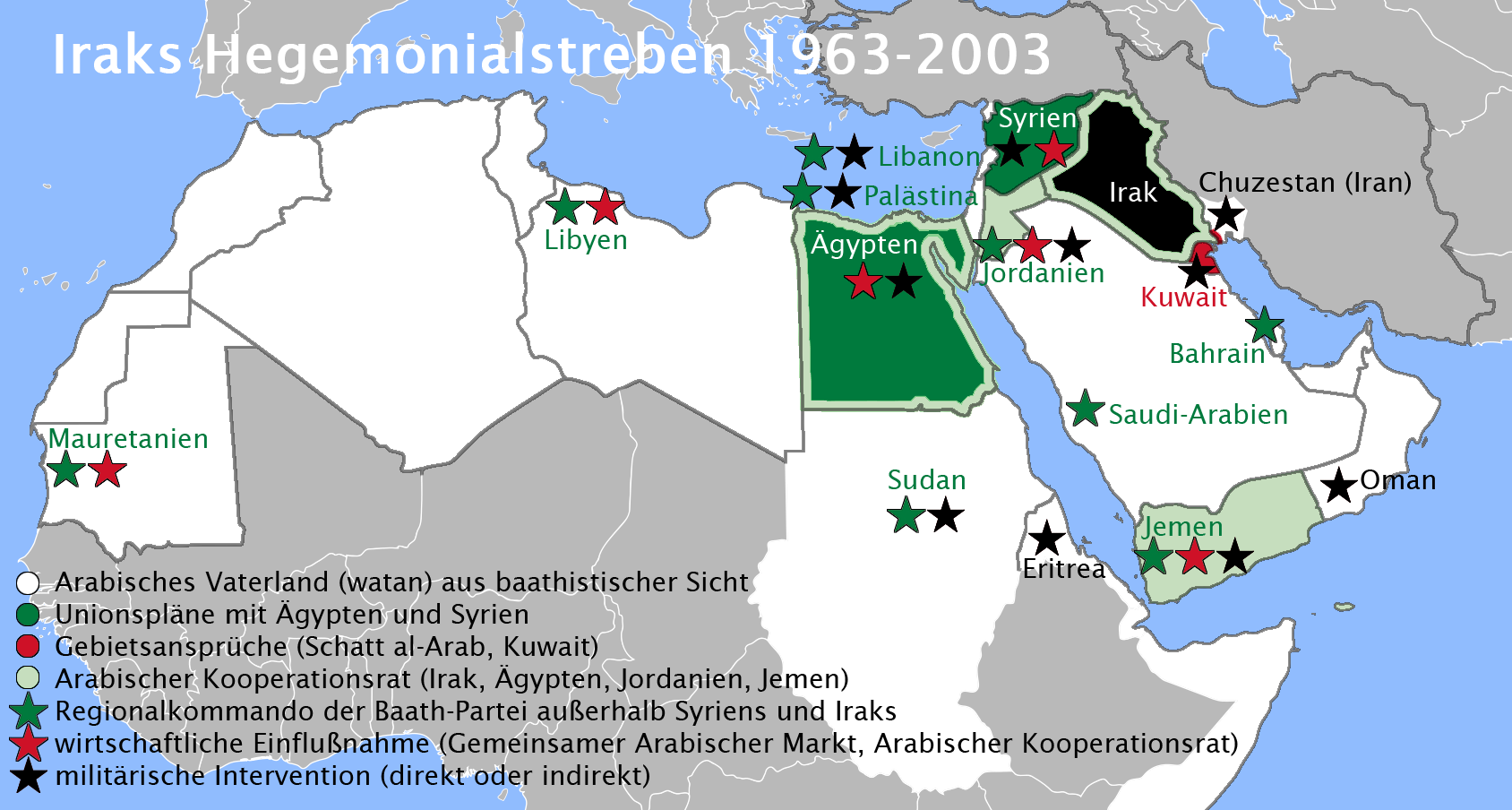
Ideologische, wirtschaftliche und militärische Expansionsbestrebungen des baathistischen Irak in der Arabischen Welt 1963–2003 (Tochterparteien, Wirtschaftsbündnisse, Unionsprojekte und militärische Interventionen)

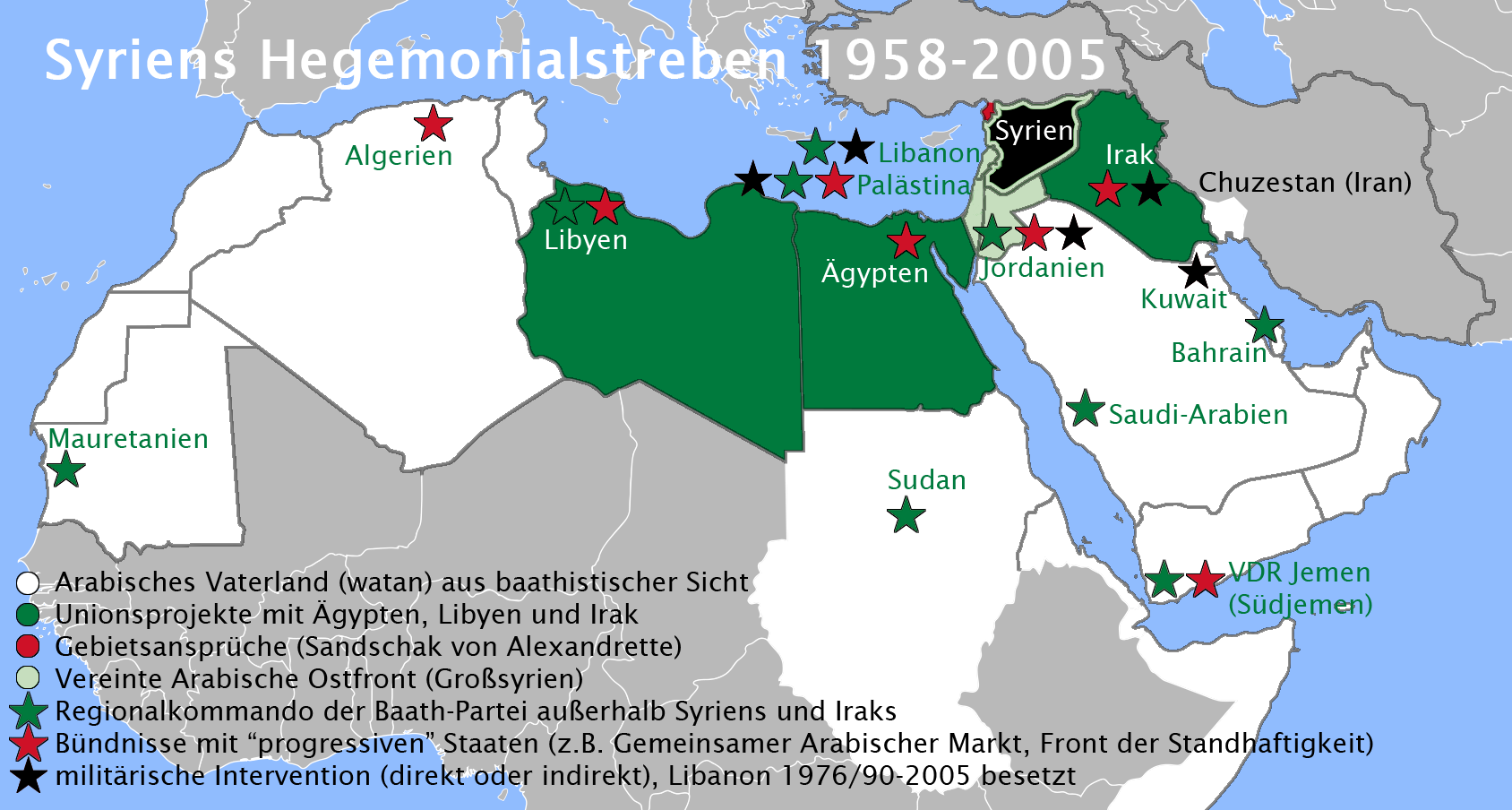
Ideologische, wirtschaftliche und militärische Expansionsbestrebungen des baathistischen Syrien in der Arabischen Welt 1958–2005 (Tochterparteien, Bündnisse, Unionsprojekte und militärische Interventionen)

Neben der syrischen und irakischen Regionalleitung waren bis zur Spaltung von 1966 Baath-Parteien auch in anderen arabischen Regionen (Ländern) entstanden. Einige dieser Baath-Ableger bzw. Abspaltungen nannten bzw. nennen sich zwischenzeitlich bzw. inzwischen Avantgardistische Partei (Tunesien, Mauretanien, Libanon, Jemen).

### Baath-Parteien in arabischen Staaten
- 1947: Syrien
- 1949: Palästina
- 1951: Libanon
- 1952: Irak
- 1954: Jordanien
- 1956: Bahrain
- 1958: Südjemen
- 1964: Sudan
- 2011: Tunesien (gegründet nach der Revolution)

Darüber hinaus existierten oder existieren regionale Baath-Parteien auch in Libyen (1952–1962), Saudi-Arabien und Mauretanien. Meistens wurden sie nach erfolglosen Putschversuchen (zuletzt 2003 und 2004 in Mauretanien) verboten und aufgelöst. Nach der Spaltung stellte sich für die Regionalparteien zudem die Frage, welcher der rivalisierenden Nationalleitungen sie fortan folgen sollten.
Bemerkenswert ist die Wandlung der libanesischen Baath-Partei von einer nach 1966 Bagdad-orientierten bzw. Pro-Bitar/Aflaq-Partei zu einer Damaskus-orientierten Partei nach dem syrischen Einmarsch im Libanon 1976 (der proirakische Flügel spaltete sich ab und ging 1990 unter). Nach dem Tod des syrischen Präsidenten Hafiz al-Assad soll die libanesische Baath-Partei jedoch in einen Machtkampf zwischen dessen Bruder Rifaat und Sohn Baschar verwickelt worden sein.

### Zwei palästinensische Baath-Parteien
Bei den Palästinensern gibt es sogar zwei Baath-Parteien, die 1949 gegründete einheitliche Baath-Partei war mit der Spaltung 1966 und der israelischen Besetzung seit 1967 untergegangen. An ihrer Stelle und aus ihren Resten gründete eine prosyrische Baath-Fraktion 1968 die as-Sa'iqa-Pioniere der Volksbefreiungskriege, während eine proirakische Baath-Fraktion 1969 die Arab Liberation Front (ALF; Arabische Befreiungsfront) ins Leben rief. Beide palästinensischen Baath-Parteien sind Mitglieder der PLO und des Palästinensischen Nationalrates (PNC) sowie von den jeweiligen Nationalleitungen in Damaskus und Bagdad anerkannt.
Die as-Sa'iqa-Offiziere stehen der von Damaskus aufgestellten und in Syrien stationierten Palästinensischen Befreiungsarmee (PLA) vor, gerieten aber nach der Niederlage im Machtkampf mit Arafat und durch die Ablehnung eines Friedens mit Israel zunehmend in Isolation. Die zahlenmäßig kleinere ALF unterstützte sowohl Arafat als auch Saddam Hussein, fiel aber mit dem Sturz des Baath-Regimes in Bagdad.
Vertreter der irakischen Baath-Partei und der ALF bemühten sich wiederholt zu betonen, dass sich die baathistische Politik und der bewaffnete Kampf in Palästina allein gegen den Zionismus und das „zionistische Gebilde 'Israel' auf dem Boden des besetzten Palästina“ (offizielle irakische Bezeichnung für den Staat Israel) richte, nicht aber gegen das Judentum und die jüdische Bevölkerung.

„The defeat of Zionism does not imply a Jewish genocide, as propagated by the imperialist circles of the West; it implies securing justice for all Arabs and oriental Jews who are suffering under the Yoke of racial discrimination. By the realisation of Arab unity the Jews would enjoy the opportunities of a happy and dignified life all over the Arab homeland, notably as history has always lent evidence to a healthy coexistence between the Arabs and the Jews.“

Obwohl israelischen Autoren zufolge Terroristen, die vorgaben, im Namen der ALF zu handeln, 1980 einen Anschlag auf einen israelischen Kibbuz unternommen haben sollen, sah der britische Orientalist Robin Bidwell in der ALF später eine weniger radikale, eher moderate Kraft, die für Versöhnung arbeitete.

### Zwei jemenitische Baath-Parteien
Zum Zeitpunkt der Ausrufung der Republik in Nordjemen (1962) war Muhsin al-Aini der führende Baath-Politiker, ehe er sich erst den Nasseristen und dann den gemäßigten Republikanern zuwandte. Nach der Parteispaltung von 1966 und der Entstehung eines zweiten jemenitischen Staates (1967 Unabhängigkeit Südjemens) stand die jemenitische Baath-Partei vor der Zerreißprobe.
Die prosyrische Fraktion im mit Syrien verbündeten Südjemen gründete sich als Avantgardistische Partei neu und schloss 1975 eine Allianz (Vereinigte Politische Organisation der Nationalen Front) mit den regierenden Nationalisten der NLF (Nationale Befreiungsfront) sowie den Kommunisten. Schließlich vereinigten sich diese drei Parteien 1978 (unter Führung der NLF) zur Jemenitischen Sozialistischen Partei (JSP). Der proirakische Flügel schloss sich nicht an und blieb wegen des Parteienverbots illegal. Die prosyrische Avantgardistische Partei in Nordjemen bildete 1976 zusammen mit Nasseristen sowie anderen Linken und Nationalisten eine oppositionelle Nationaldemokratische Front gegen Präsident Ali Abdullah Salih, die von Südjemen unterstützt wurde und von 1978 bis 1982 einen bewaffneten Kampf führte. Die proirakischen Baath-Zellen blieben der Front ab 1978 fern und standen dem mit Irak verbündeten Salih-Regime wohlwollend gegenüber, weswegen sie sich trotz des auch im Nordjemen geltenden Parteienverbots einer gewissen halblegalen Duldung erfreuen konnten.
Mit der Wiederzulassung von Parteien im Rahmen der Vereinigung Jemens 1990 entstand auch die Avantgardistische Partei neu und ließ sich unter dem alten Namen Baath-Partei registrieren. Der proirakische Flügel gründete sich als Nationale Baath-Partei neu. Beide Baath-Parteien bildeten 1993 ein Wahlbündnis und gewannen zusammen eine Handvoll Parlamentssitze. Dann jedoch verließ die proirakische Fraktion das Bündnis und spielte fortan nur noch lokal eine gewisse Rolle, ehe sie nach dem Untergang des irakischen Baath-Regimes (2003) erneut die Annäherung an die inzwischen wieder mit der JSP verbündeten prosyrischen Baathisten suchte. Beide Baath-Parteien beteiligten sich 2011 am Sturz des Salih-Regimes.